# Suaeda drepanophylla
Suaeda drepanophylla är en amarantväxtart som beskrevs av Dmitrij Litvinov. Suaeda drepanophylla ingår i släktet saltörter, och familjen amarantväxter. Inga underarter finns listade i Catalogue of Life.